# فليب دو بومانوار

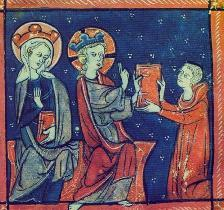
Philippe de Beaumanoir remettant symboliquement son ouvrage terminé au Christ et à la Vierge.

فليب دو بومانوار. (بالفرنسية: Philippe de Beaumanoir)‏ (بين 1252 و 1254 في البوفوزي - 7 يونيو 1296)، كان محام عالم فرنسي.

## روابط خارجية
- فليب دو بومانوار على موقع الموسوعة البريطانية (الإنجليزية)

- http://pagesperso-orange.fr/remy60/histoire/histoire601.htm Biographie et œuvre de Philippe de Beaumanoir sur le site de la ville de Remy (Oise)|Remy
- Coutumes de Beauvaisis Tome 1 en ligne sur Gallica
- Coutumes de Beauvaisis Tome 2 en ligne sur Gallica